# Castilla (Buenos Aires)
Castilla es una localidad argentina del partido de Chacabuco, provincia de Buenos Aires.
Cuenta con un Hospital dependiente del Ministerio de Salud de Chacabuco. Sólo una de sus calles, la avenida principal del pueblo, está pavimentada, el resto son de tierra.

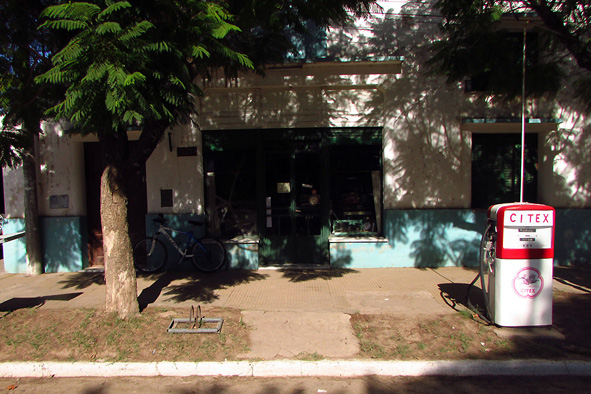
Un comercio de Castilla con un antiguo surtidor de nafta de la empresa Citex

El pueblo posee dos plazas que sirven como nodos de su diseño urbano, la plaza San Martin y la plaza Belgrano, las cuales están rodeadas por los edificios administravos más importantes. Estando alrededor de la plaza San Martín la escuela D. F. Sarmiento, el cuartel de Bomberos Voluntarios, la comisaría y la delegación municipal. Frente a la plaza Belgrano se ubican la parroquia de Nuestra Señora de Lourdes y el hospital municipal Tomas Keating.
Otros de sus edificios importantes son el jardín y guardería, el Club Unión, el Club Castilla, La Soc. Cosmopolita, el centro de jubilados y Casa de Campo La Capilla, un camping Experiencia de Acampe Rural, que está poco a poco devolviéndole vida al pueblo. El primer emprendimiento turístico que ha hecho contagioso el crecer de los viajeros en la región, activando la economía circular, atrayendo a los amantes de la tranquilidad rural y dándole una posibilidad de hospedaje, esparcimiento y comidas regionales y artesanales.
Tiempo después de esta apertura se fueron sumando otros dos emprendimientos gastronómicos, y más en vísperas. 
Castilla cuenta hoy con hospedaje, esparcimiento y gastronomía. Un lugar elegido por la tranquilidad por familias, cicloviajeros y motociclistas. 
Más info en: 

## Accesos
Se accede por la ruta provincial 43.
Cuenta con la Estación Castilla del Ferrocarril General San Martín que presta servicio diario entre la ciudad de Buenos Aires y Junín, teniendo parada en esta localidad.

## Distancias
- Suipacha 28 km
- Carmen de Areco 32 km
- Chivilcoy 51 km
- Chacabuco 86 km
- Junín 140 km
- Buenos Aires 150 km

## Población
Cuenta con 689 habitantes (Indec, 2010), lo que representa un descenso del 16,7% frente a los 827 habitantes (Indec, 2001) del censo anterior.
| Gráfica de evolución demográfica de Castilla entre 1991 y 2010 |
|                                                                |
| Fuente: Censos nacionales del INDEC                            |